# 新潟市新津美術館
新潟市新津美術館（にいがたし にいつびじゅつかん）は、新潟県新潟市秋葉区蒲ケ沢（がわけさわ）に所在する美術館。施設は新潟市が所有且つ運営管理を行っている。

## 概要
当時の新津市が整備し、1997年（平成9年）10月1日に新津市美術館として開館。当初は新津市を主体に設立した「財団法人新津市文化振興財団」が施設の運営管理を行っていた。
2005年（平成17年）3月21日、新津市が新潟市へ編入合併したのに伴い、施設名称を現名称に改称。翌2006年（平成18年）4月1日からは新潟市が直接運営管理を行っている。蒲ケ沢はかつての金津村の村域にあたるとあって、同村朝日出身の洋画家・笹岡了一の作品を数多く収蔵しており、2011年（平成23年）5月25日付で博物館相当施設に認定された。
古くから新津駅を中心に鉄道の要衝として発展してきた新津地区に因み、正面玄関は線路を除雪するラッセル車を模したデザインが用いられている。またロビーのアトリウムは白い大理石の階段状で、施設のロゴマークにも取り入れられるなど、いずれも当館のシンボルとなっている。
前述の笹岡作品をはじめ、日本画や洋画を中心に約450点の収蔵品を基にした常設展に加え、現代美術や写真、絵本、漫画、アニメーションなどのサブカルチャーに至るまで、様々なジャンルの企画展を開催しているほか、アトリウムでは不定期でミュージアムコンサートなどのイベントも開催されている。また花と遺跡のふるさと公園内に所在する新潟県立植物園をはじめ、園内及び市内の他施設と連携した催し物も開催されている。

## 施設
- アトリウム（882 m2）

正面ロビーの1階から2階にかけて吹き抜ける、白い大理石の階段状テラス。
- 展示室1（460 m2、床面：板張り）
- 展示室2（440 m2、床面：カーペット）

2階に設けられた2つの展示室は天井高10mを有する。有料の企画展は主にこの両展示室で開催される。
- 展示室3・市民ギャラリー（347 m2）
- レクチャールーム（129 m2）

1階の展示室とレクチャールームは、主に一般利用など小規模な芸術活動向けの貸出しスペースとして供用されている。ギャラリーは室内をパネルで6分割に仕切ることができる。
- 常設展示コーナー（80 m2）

常設展では収蔵美術品から10点前後ずつ、毎回テーマを設定して年4回程度展示替えしながら公開している。
- 野外劇場（435 m2）

本館裏手に設けられており、2階テラスもしくは建物の屋外左手から進んだ位置にある。扇状スタンドの300人収容の観客席を有し、直径10mの円形ステージが設けられている。

## 利用案内
- 開館時間：10:00 - 17:00（入館受付・観覧券販売は16:30まで）
- 休館日：月曜日、年末年始（12月28日〜1月4日）、展覧会準備期間（臨時休館あり）

月曜日が祝日の場合は通常通り開館し、翌日が休館となる。
企画展の開催期間中には、月曜のうち1回を「あいてマンデ〜!」として通常通り開館する。
- 観覧料：入館無料。企画展は展覧会等によって異なる（中学生以下は無料）

その他の企画・サービス
- こどもタイム：毎月第1・第3の木曜日・日曜日の午前10時から午後1時まで。少々にぎやかになってもOK
- 託児サービス：毎月第2・第4木曜日・土曜日の午前10時から正午まで

## 交通
- 古津駅東口から徒歩約20分
- 新津駅東口から秋葉区バス「うららこすど先回り・新津駅西口」行で「美術館・植物園前」下車すぐ
- 磐越自動車道 新津ICより車で約15分
- 駐車場：170台収容（無料）